# Buttafuori (arma)
Il buttafuori è un'arma del XVI-XVII secolo con una o più lame occultate all'interno di un astile in metallo. 

## Caratteristiche
Differisce dal bastone animato, bastone da passeggio celante una lama di stocco, perché:
- trattasi di un'arma inastata da brandirsi a due mani;
- l'"anima" viene snudata scoperchiando l'astile cavo e non separando il corpo/coperchio dall'impugnatura.

Viene spesso erroneamente confuso con il brandistocco, la cui foggia richiama molto nel caso di un buttafuori celante tre lame da stocco.

## Costruzione
Il buttafuori era arma realizzata interamente in metallo:
- L'astile, lungo circa un metro, era cavo all'interno. L'imboccatura era tappata da un coperchio a scatto. Spesso, una ghiera metallica assicurava, sotto al coperchio, una testa di scure con un brocco posteriore;
- Una lama di spiedo era nascosta all'interno dell'astile, lunga quasi quanto il medesimo. In alcuni casi, le lame occultate erano tre, le due lateriali sensibilmente più corte della centrale, in foggia di brandistocco.